# Eumops underwoodi
Eumops underwoodi är en fladdermusart som beskrevs av Candice M. Goodwin 1940. Eumops underwoodi ingår i släktet Eumops och familjen veckläppade fladdermöss. IUCN kategoriserar arten globalt som livskraftig.
Inga underarter finns listade i Catalogue of Life. Wilson & Reeder (2005) skiljer mellan två underarter.
Artens kroppslängd (huvud och bål) är 9,5 till 11,2 cm, svansen är 4,8 till 6,6 cm lång och vikten varierar mellan 40 och 60 g. Djuret har 6,6 till 7,4 cm långa underarmar, 1,5 till 1,9 cm långa bakfötter och 2,6 till 3,3 cm stora öron. Pälsen bildas av hår som är vita nära roten och gråbruna vid spetsen. Vid ansiktet ger den köttfärgade huden ett inslag av rosa i pälsen. Svansens spets är inte inbäddad i svansflyghuden. Eumops underwoodi är mindre och har ljusare päls jämförd med Eumops perotis. Läpparna är inte tydlig skrynkliga som hos Nyctinomops macrotis.
Denna fladdermus förekommer i Nord- och Centralamerika från Arizona (USA) till Costa Rica. Habitatet utgörs främst av lövfällande skogar och andra torra landskap. I öknar vistas arten nära vattenansamlingar.
Individerna når en hastighet upp till 43 km/h när de flyger. De jagar stora insekter som skalbaggar och gräshoppor. I Arizona föds den enda ungen per år i juni eller juli. Vilande exemplar upptäcktes i trädens håligheter, i kaktusarnas håligheter och under stora blad av palmer.